# Habitatge a la plaça Capdevila, 15-17 (Tremp)
L'Habitatge a la plaça Capdevila, 15-17 és un edifici de Tremp (Pallars Jussà) protegit com a Bé Cultural d'Interès Local.

## Descripció
Es tracta d'un edifici de quatre altures flanquejat per dos cossos laterals de planta baixa que culminen amb una balustrada. El cos central és el més interessant a nivell arquitectònic. Destaquen els elements classicistes com les pilastres adossades que divideixen la façana, el coronament de la façana amb dos plafons semicirculars, els òculs de les golfes i la decoració en daus sota la cornisa motllurada del ràfec. Destaca també el balcó corregut amb la barana metàl·lica amb motius de garlandes, vegetals i combinació de barrots plans i helicoidals.